# Amateurliga Saarland
L’Ehrenliga Saar (traduction: Ligue d’Honneur de Sarre) fut constituée en 1947 sous le nom d’Amateurliga Saar. Elle fut rebaptisée Amateurliga Saarland à partir de 1952
Sous le nom Ehrenliga Saar, elle fut la plus haute division (Division 1) de l’État de Sarre. Ce territoire faisait l’objet de désaccords politiques et diplomatiques entre la France et la nouvelle République fédérale d'Allemagne. 

## Introduction
Voir articles détaillés: Sarre et Protectorat de la Sarre.
Dès que la capitulation de l’Allemagne nazie fut entérinée, les Alliés entamèrent la Dénazification du pays. Dans l’arsenal de mesures qui furent prises, il y eut celles découlant de la Directive n°23 qui provoqua la dissolution de tous les clubs et associations sportives allemands. Ceux-ci se reconstituèrent assez rapidement (avec l’autorisation des gouvernements militaires alliés locaux). 
Dans la région Sud du pays (les zones d’occupation américaines et françaises) et à Berlin, des compétitions officieuses (la DFB n’avait pas encore repris toutes ses prérogatives) furent organisées par les ex-fédérations régionales qui s’étaient reconstituées, ou étaient en sur le point de le faire. 
Alors que les structures de la DFB se mettaient progressivement en place, la ligue sarroise était initialement prévue pour être une des séries nourricière de l’Oberliga Südwest, une des cinq ligues supérieures nouvellement créées.

## Création

Zones d’occupation en Allemagne

En 1947, les clubs sarrois constituèrent une ligue, l’Amateurliga Saar. Ses clubs fondateurs furent : 
- FC 08 Homburg
- Sporfreunde Burbach
- FC Ensdorf
- SC Brebach
- Preußen Merchweiler
- FV Püttlingen
- SV Ludweiler
- ASC Dudweiler
- SV Bliekastel
- Hellas Marpingen
- Viktoria Hühnerfeld

## Évolution
De 1949 à 1951, les clubs sarrois quittèrent la hiérarchie allemande et évoluèrent de façon indépendante. L’Amateurliga Saar fut renommée Ehrenliga (Ligue d’Honneur). Cette ligue devint, de facto, l’équivalent d’une Division 1 en raison du statut d’État indépendant de la Sarre.
Le 1. FC Saarbrücken évolua durant la saison 1949-1950 avec les équipes de Division D2 française, mais en étant considéré comme hors championnat. Le club rencontra ses adversaires français dans l’indifférence quasi totale de la part de la presse sportive française. Les rencontres n’étaient quasiment jamais annoncées et ne furent pratiquement pas couvertes d’un reportage. En fin de saison, un quotidien annonça Sarrebruck, champion de D2 !, car l’équipe était bien balancée et termina avec 59 points soit 6 de plus que le RC de Lens et les  Girondins de Bordeaux. Il s’agissait d’un titre officieux et le club ne monta en  D1 française. 
Appelé 1. FC Sarrebruck, de sa version française, le club sollicita son affiliation auprès de la FFF mais les clubs professionnels français s’y opposèrent. En 1951, le club retourna dans la compétition allemande.
En vue de la saison 1951-1952, les clubs retrouvèrent la hiérarchie allemande. L’Ehrenliga Saar prit le nom d’Amateurliga Saarland et fut placée au 3e niveau. Les deux premiers étaient l’Oberliga Südwest et la 2. Oberliga Südwest.
Le 1. FC Saarbrücken et le Borussia Neunkirchen furent autorisés à rejoindre l’élite alors que trois équipes (Viktoria Hühnerfeld, SC Altenkessel et le Sportfreunde Saarbrücken) entrèrent dans la deuxième.
Par la suite, le champion de l’’Amateurliga Saarland ne fut pas automatiquement promu, mais du franchir un tour final avec les champions de l’Amateurliga Südwest et de l’Amateurliga Rheinland.
Lors de la création de la Bundesliga en 1963, l’’Amateurliga Saarland conserva son statut de niveau 3 sous la nouvelle élite et les Regionalliga Südwest. Elle resta aussi au 3e niveau quand la 2. Bundesliga fut instaurée en 1974.

## Démantèlement
En vue de la saison 1978-1979, la DFB restructura sa pyramide. Le 3e niveau fut occupé par les Oberligen recréées. La région de la Sarre fut concernée par la nouvelle Oberliga Südwest. À partir 1979, ce fut cette ligue qui assura la promotion vers la 2. Bundesliga.
Le dernier champion de l’Amateurliga Saarland, le Borussia Neunkirchen fut promu vers le 2e niveau tandis que les clubs classés de la deuxième à la septième place rejoignirent le nouveau 3e niveau (Oberliga). Les autres clubs furent relégués en Verbandsliga Saarland.
Les clubs suivants rejoignirent la nouvelle Oberliga Südwest:
- SV Röchling Völklingen 06
- SV St-Wendel
- VfB Dillingen
- ASC Dudweiler
- SV Auersmacher
- FSV Saarwellingen

Les clubs suivants furent relégués en Verbandsliga Saarland:
- SC 1893 Friedrichsthal
- SSV Überherrn
- SV Bliesen
- FV Eppelborn
- SV Hasborn
- VfB Theley
- FC Ensdorf 1912
- SV Saar 05 Saarbrücken
- SV Oberthal
- SV Weiskirchen
- SV Fraulautern
- SV St-Ingbert

## Champions de l’Amateurliga Saarland
| Saisons | Clubs                       |
| ------- | --------------------------- |
| 1947-48 | FC 08 Homburg               |
| 1948-49 | Borussia Neunkirchen        |
| 1949-50 | Sportfreunde Saarbrücken    |
| 1950-51 | 1. FC Saarbrücken           |
| 1951-52 | Sportfreunde Saarbrücken    |
| 1952-53 | VfB Dillingen               |
| 1953-54 | SV Ludweiler-Warndt         |
| 1954-55 | SV St-Ingbert               |
| 1955-56 | SC Viktoria 1912 Hühnerfeld |
| 1956-57 | FC 08 Homburg               |
| 1957-58 | VfB Theley                  |
| 1958-59 | SC 1893 Friedrichsthal      |
| 1959-60 | SV Röchling Völklingen 06   |
| 1960-61 | SV Röchling Völklingen 06   |
| 1961-62 | SV Fraulautern              |

| Saisons | Clubs                            |
| ------- | -------------------------------- |
| 1962-63 | Viktoria Sulzbach                |
| 1963-64 | Viktoria Sulzbach                |
| 1964-65 | SV Ludweiler-Warndt              |
| 1965-66 | FC 08 Homburg                    |
| 1966-67 | SC 1893 Friedrichsthal           |
| 1967-68 | FC Teutonia 08 Landsweiler-Reden |
| 1968-69 | SC 1893 Friedrichsthal           |
| 1969-70 | VfB Theley                       |
| 1970-71 | SV Fraulautern                   |
| 1971-72 | VfB Theley                       |
| 1972-73 | FC Ensdorf 1912                  |
| 1973-74 | SV St-Ingbert                    |
| 1974-75 | ASC Dudweiler                    |
| 1975-76 | VfB Borussia Neunkirchen         |
| 1976-77 | VfB Borussia Neunkirchen         |
| 1977-78 | VfB Borussia Neunkirchen         |

- Les clubs indiqués en lettres grasses réussirent à décrocher la promotion vers le niveau supérieur.
- En 1951, le Borussia Neunkirchen fut aussi autorisé à monter bien qu’il eût terminé à la 9e place.
- En 1952, le champion fut promu vers l’ Oberliga Südwest  pour la dernière fois. Les équipes classées de la 2e à la 4e place rejoignirent la 2. Oberliga Südwest..
- En 1953, la montée fut pour le 4e classé l’ASC Dudweiler.

## Sources et Liens externes
- Kicker Almanach – L’annuaire du football allemand depuis 1937, publié par le magazine sportif allemand Kicker
- Archives des ligues allemandes depuis 1903
- Website de la Fédération sarroise de football